# ORS 1
ORS 1 oder ORS-1 (aus englisch Operationally Responsive Space-1) ist ein militärischer Aufklärungssatellit der USA der für das Operationally-Responsive-Space-Programm (englisch Operationally Responsive Space Program) entwickelt wurde.

## Weitere Einzelheiten
Der von der Goodrich Corporation als Hauptauftragnehmer gebaute Satellit wurde am 30. Juni 2011 um 03:09:00 UTC vom Mid-Atlantic Regional Spaceport in Virginia aus mit einer Rakete vom Typ Minotaur 1 ins All gebracht. Er dient der Gewinnung von nachrichtendienstlichen Informationen sowie zu Überwachungs- und Aufklärungszwecken und soll die Kapazitäten zur Bildgewinnung von Aufklärungsflugzeugen über Zentralasien und insbesondere über Afghanistan ergänzen. Die Programmkoordination erfolgt durch das Luftwaffengeschwader für die Entwicklung und den Test von Raumfahrtanwendungen (Space Development and Test Wing, SDTW). Als Basis für die Entwicklung des Satelliten dient der ORS/JWS Satellitenbus (auch RSMB genannt) von Alliant Techsystems, welcher in ähnlicher Form schon für den Satelliten TacSat 3 benutzt wurde, aber bei ORS 1 zusätzlich ein eigenes Antriebssystem besitzt. TacSat 3 diente dabei als Prototyp für ORS 1. Als Lebensdauer ist mindestens ein Jahr vorgesehen, wobei der Treibstoff an Bord abhängig von der Anzahl auszuführender Manöver und nötiger Lagekorrekturen für zwei bis vier Jahre Betrieb reicht. Hauptnutzlast ist ein elektrooptisches Infrarotkamerasystem namens Senior Year Electro-optical Reconnaissance System 2 (SYERS-2) der Goodrich Corporation, welches in ähnlicher Form auch in der Lockheed U-2 zum Einsatz kommt.
Seine Nachfolger sind ORS-3, ORS-4, ORS-5 und ORS-6 (ehemals ORS-2).